# Calapalos
Os calapalo, ou kalapalo e, nativamente, akuku, são um grupo indígena que habita a região do Alto Xingu, ao sul do Parque Indígena do Xingu, no estado do Mato Grosso, no Brasil. 
O povo originalmente vivia mais ao sul do que o território do Parque, porém foram realocados em 1961 pelo governo, com o objetivo de controle e para facilitar o contato médico. Ao longo do século XX, os calapalo foram contatados por não-indígenas, o que levou a diversos surtos de sarampo e gripe, o que diminuiu drasticamente a população. O número de habitantes, no entanto, vem crescendo nos últimos anos, e em censo realizado em 2020, foi constatado que 855 pessoas viviam nessas comunidades, superando o número de 417, constatado em 2002.
Não há uniformidade étnica na composição das comunidades calapalo, visto que diversos povos de origens diferentes foram unificados a essas comunidades por razões diversas ao longo da história.

## Localização

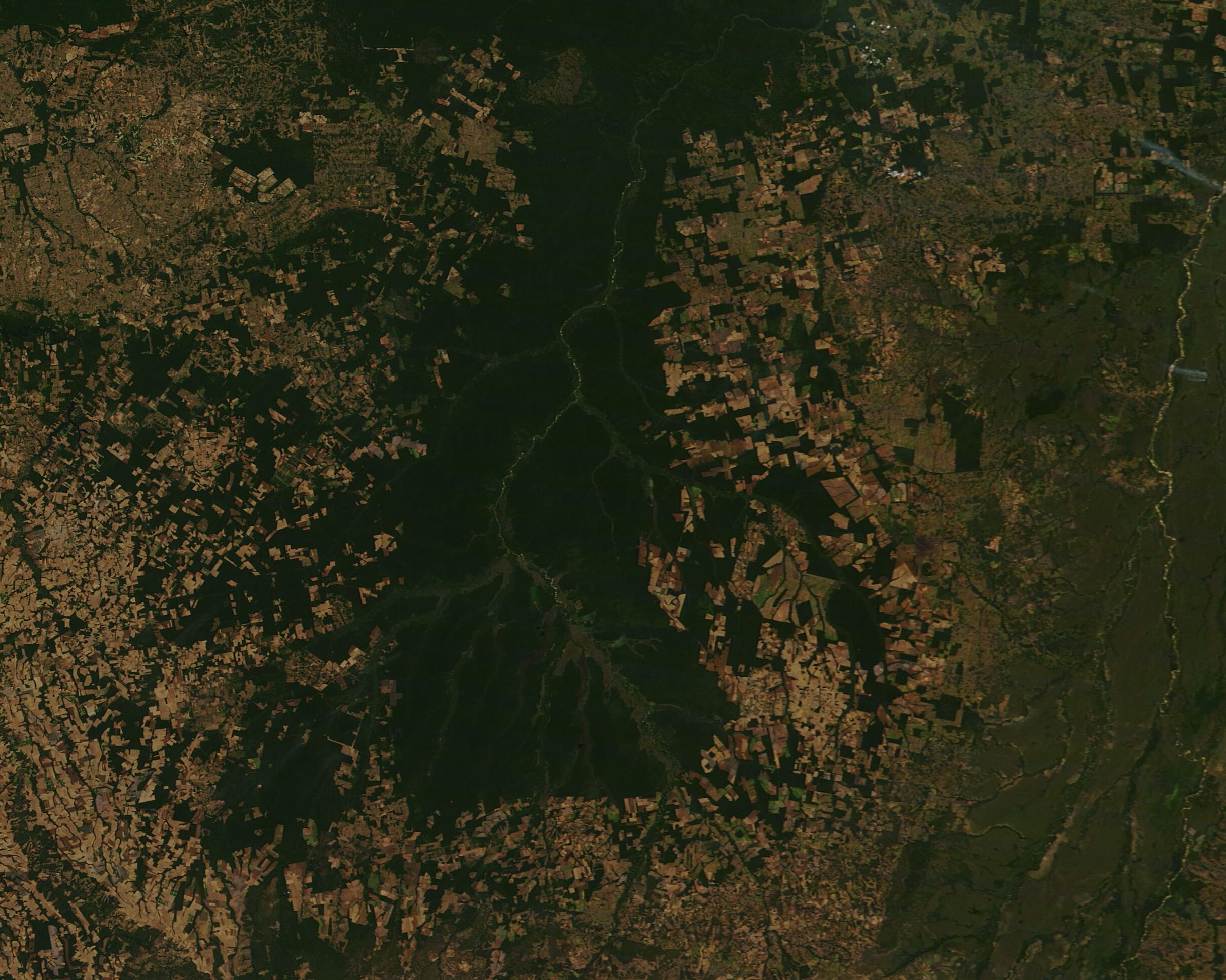
Vista de cima do Parque Indígena do Xingu

Os calapalo estão distribuídos entre nove aldeias, das quais uma pertence ao município de Gaúcha do Norte, no Mato Grosso, e as outras aos municípios de Canarana e Querência, também no Mato Grosso.
As duas aldeias que são consideradas as principais são a aldeia Aiha, cujo nome significa "acabado" ou "pronto", localizada a sudeste do rio Culuene, e a aldeia Tanguro, às margens do rio Culuene e próxima ao limite do Parque Indígena do Xingu. Próximos a esse limite, também estão as aldeias Kuluene e PIV Tangurinho, cujo nome faz referência aos Postos de Vigilância do Parque. Outros membros vivem na Coordenação Téncica Local Kuluene da Funai (CTL), considerada também uma aldeia.
Outras aldeias menores são Barranco Queimado, Caramujo, Lago-Azul e Pedra.
O Parque Indígena do Xingu também comporta comunidades de etnias variadas, como os grupos aruaque, tupi e macro-jê, além de outras comunidades caribe. Os irmãos Villas-Bôas, em especial Orlando Villas-Bôas, foi um antropólogo muito importante para a fundação do Parque. Sua história, no entanto, é repleta de polêmicas, visto que essas ações tiveram drásticas consequências para as comunidades nativas, como o controle por parte do Estado e de fazendeiros latifundiários e madeireiros da região. Por outro lado, os irmãos foram importantes para a valorização das culturas indígenas e da preservação ambiental.

## História
De acordo com um dos anciões da comunidade, previamente ao contato do povo calapalo, chamado Akuku, com os colonizadores, eles viviam mais ao sul, às margens do rio Culuene. À época, todo o povo vivia na aldeia Amagü, considerada a primeira aldeia do povo e que abrigava um número muito maior de membros. Nesse período, ainda não havia distinção entre o povo, sendo todos considerados partes de um todo.
O primeiro cacique da aldeia Amagü foi Jukagi. Makala foi o primeiro membro a se mudar, junto com sua família, para uma outra aldeia. Essa mudança foi resultado de alguns conflitos, em que os membros da comunidade acusavam Makala de utilizar feitiços para matar algumas pessoas. O lugar em que Makala se assentou deu nome ao povo Kuapügü, que posteriormente ficou conhecido como Kalapalo, ou calapalo. O primeiro cacique da aldeia Kuapügü foi Haja.
Com o passar do tempo, todo o povo que vivia na aldeia Amagü deixou o território, muitos deles se mudando para a aldeia Kuapügü, que era considerada melhor localizada. Com a população crescendo, a comunidade decidiu dividir-se, e o povo Kuapugu passou a se chamar de Akuku. Outras aldeias de mesma origem que existiam nesse período era a Pangakihi, do cacique Harisagü, e a aldeia Asã Hugogogu, cujo nome pode ser traduzido como "aldeia dos veados". Com o tempo, novamente o povo mudou de localização, até chegar na aldeia Kunugijahütü.

O contato com não-indígenas foi feito na região da aldeia Kunugijahütü, no porto Kahidzu. Os não-indígenas, ao chegarem no porto, trouxeram alguns objetos para entregar aos calapalo, como camisetas, anzóis, espelhos, facões, foices e alimentos diferentes. Por conta desse contato, a aldeia se moveu em direção ao porto Kahidzu.

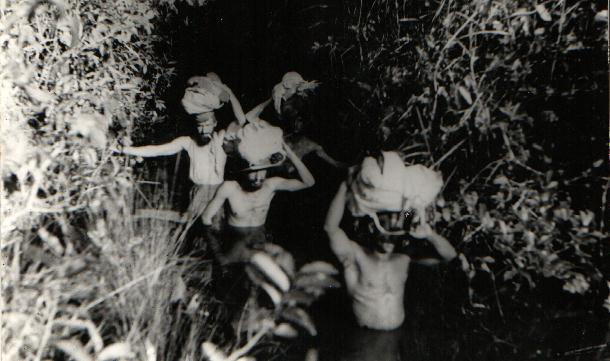
Irmãos Villas-Bôas, famosos sertanistas que contataram os calapalo nos anos 1940

 Após o contato, houve uma epidemia de sarampo que quase dizimou a população calapalo, o que motivou uma nova mudança de localização para a aldeia Aiha, território em que se localizam atualmente.
Após o estebelecimento do Parque Indígena do Xingu, em 1961, outras comunidades foram transferidas para as proximidades de onde os calapalo viviam, com o objetivo de facilitar o contato dessas populações com as comunidades não-indígenas, e a aldeia Kunugijahütü foi abandonada. O grupo caribe Angaguhütü se uniu às aldeias dos calapalo após uma epidemia de gripe na década de 1940, e atualmente compõe a população junto com outros grupos. Portanto, a comunidade do povo calapalo é composta de pessoas de origens diversas que foram unificadas ao longo da história por diferentes processos, porém a maior parte deles descente do povo que vivia na aldeia Kunugijahütü.
O primeiro contato com o povo calapalo por parte de não-indígenas data do fim do século XIX, po parte do antropólogo alemão Hermann Meyer. Em 1920, o Major Ramiro Noronha realizou pesquisas na região, visitando aldeias pertencentes aos povos calapalo, cuicuro e anafagitï, levando uma série de doenças alóctones para essas comunidades.

## Etimologia
Tradicionalmente, diz-se que o nome Kalapalo surgiu de uma confusão quando o primeiro pesquisador não-indígena entrou na aldeia Asã Hugogogu e perguntou se havia alguma outra aldeia. A resposta, na língua nativa, foi de que havia uma aldeia do outro lado. Porém, o pesquisador entendeu que eles estavam dizendo que o nome de seu povo era Kalapalo, e daí surgiu o termo que, em português, pode ser grafado como calapalo. O nome tradicional desse povo é akuku. Outros nomes tradicionais utilizados pelas diferentes aldeias calapalo eram Kuapugu, Egipangahutu, Kagagü, Ngaguhutu e Kuihotugupe, porém todos eles foram ignorados pelos pesquisadores.

## Língua e cultura

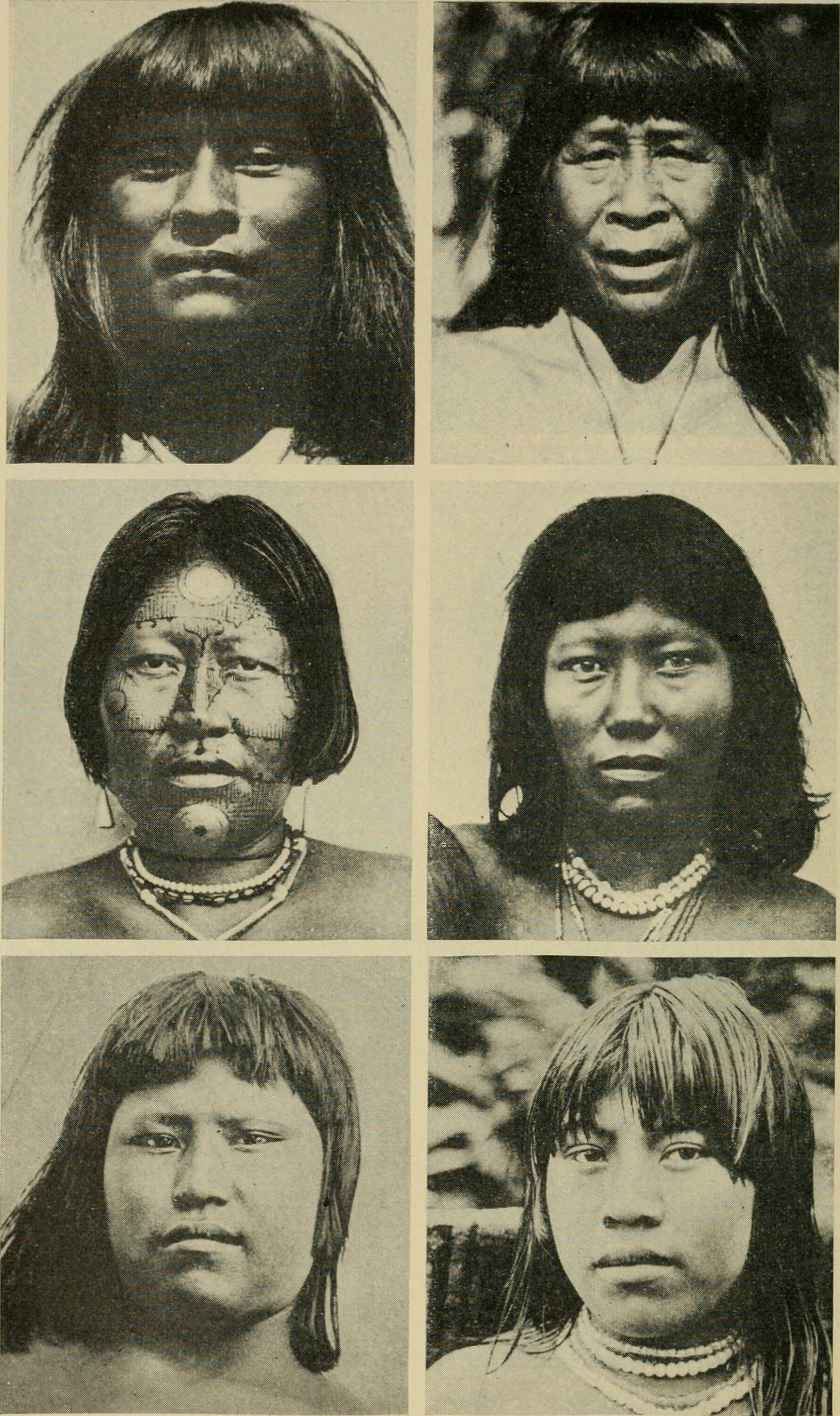
Imagens de 1950 retratando mulheres das etnias naravute, calapalo, cadiuéu e três chamacoco, a partir da esquerda e de cima, nessa ordem

Culturalmente, há dois comportamentos que se contrastam, o ifutisu e o itsotu. O ifutisu é considerado uma virtude, caracterizada pela não-agressividade, hospitalidade, generosidade e partilha. Esse comportamento é prestigiado e utilizado para diferenciar o povo calapalo de outros povos indígenas que vivem na região. Para eles, esses povos praticam o itsotu, caracterizado como um comportamento agressivo e violento.

### Língua
O povo calapalo é um dos quatro grupos, na região do Alto Xingu, falantes de uma língua da família caribe. Linguisticamente, os grupos mais próximo dos calapalo são os iecuanas e os hixcarianas, localizados, respectivamente, no sul da Venezuela e norte de Roraima, e na região das Guianas. Tanto a língua nativa quanto a portuguesa são utilizadas no ensino e aprendizado dentro das aldeias calapalos. É comum que a língua calapalo seja utilizada pelos membros da comunidade, e recentemente tem passado por inovações linguísticas.

### Organização social e política
As deliberações comunitárias do povo calapalo são feitas em reuniões realizadas nos centros das aldeias. Nessas reuniões, o cacique, líder da aldeia, tem o papel de conselheiro, porém todos os membros, mesmo crianças e jovens, participam das discussões, que também têm papel disciplinar para os mais novos. Todas as atividades realizadas na aldeia ocorrem em datas definidas pela comunidade.
Na sociedade calapalo, é comum que a comunidade realize mutirões de ajuda caso algum membro da comunidade necessite. A comunidade toda também se reúne para fazer a maloca do cacique, plantio da mandioca, coleta de frutas e outras atividades coletivas.
As aldeias calapalo são organizadas no formato de um círculo, em que se localizam as casas tradicionais e a maloca simples, construídas a partir de recursos naturais, com cobertura de sapé, formato redondo e duas portas. A casa tradicional do cacique da aldeia pode ser construída com recursos específicos. Na maloca simple, todos os membros da comunidade podem morar, pois ela pertence à comunidade.

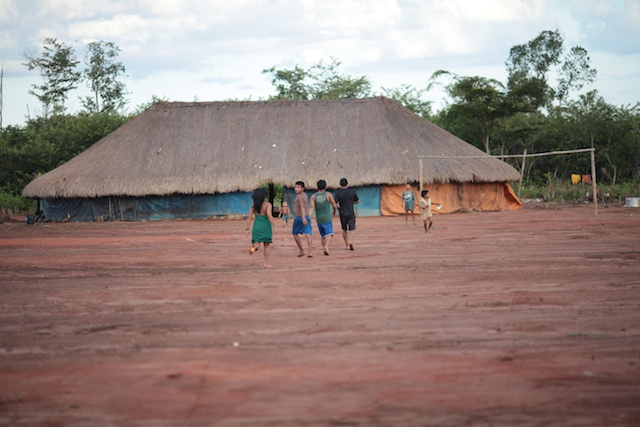
Aldeia calapalo em 2010

Os anciões da aldeia, membros mais velhos, atuam como professores das tradições e da história dos calapalo. As mulheres da aldeia são organizadas por uma mulher cacique, chamada de itago, articulando as mulheres da comunidade na organização das festas e garantindo que todas as meninas possam aprender as tradições culturais.
A partilha de alimentos é realizada de maneira igualitária, mesmo para os membros que não podem contriuir para essa arrecadação, e todo adulto é responsável pelo suprimento e pela distribuição de comida. Essa distribuição, no entanto, é limitada dentro de cada grupo doméstico, e não é considerado justo que um grupo se aproveite de outro para conseguir seu alimento.
Recentemente, no contexto multiétnico do Parque Indígena do Xingu, o povo calaplo se destacou por participar ativamente na resistência de invasão por parte de fazendeiros vizinhos.

### Festas e rituais
Durante a realização das reuniões de discussões da comunidade, os cantores, em dado momento, convocam a realização de uma festa tradicional. Há algumas festas em que não há a presença de mulheres, como os rituais da flauta sagrada (Kagutu) e a festa do macaco (Hüge Oto). Em outras, a presença de crianças também podem ser proibidas de acordo com regras ritualísticas estabelecidas pela comunidade.
Uma das festas tradicionais mais importantes é a Kuarup, que serve como homenagem fúnebre aos caciques, pajés, lutadores e membros das lideranças. Outras festas ritualísticas são Ũduhe, Takuara, Atanga Uruá, Yamugikumalu (também chamado de festa das mulheres), Tólo, Uruá, festa Jacuí, festa de pequi, festa de tatum festa de toló, festas do pássaro jacuo, sapo, jogo de lançar de flechas, dentre outras festas e brincadeiras praticadas pelo povo calapalo.

### Papéis de gênero

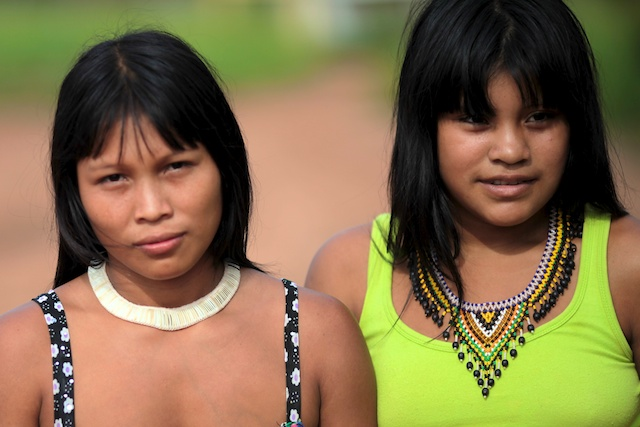
Mulheres calapalo

Nas comunidades calapalo, há uma distinção psicológica, social e econômica entre dois gêneros, os homens e as mulheres. Essas diferenças também se refletem na própria disposição espacial e na vida ritualística e religiosa das comunidades.
As flautas sagradas, chamadas de Kagutu, só podem ser tocadas pelos homens. As mulheres, por sua vez, sequer podem olhar para essas flautas, pois ao fazer correm o risco de serem estupradas. No centro da aldeia, de modo geral, há uma construção, chamada Kwakutu, em que apenas homens podem entrar, e lá realizam performances ritualísticas, trabalhos, pinturais e fofocas. Por conta do Kwakutu estar localizado no centro da aldeia, toda essa área central é considerada posse dos homens. Portanto, a aldeia pode ser entendida por meio de uma oposição entre a praça central, masculina e de atividade pública, e as casas tradicionais, femininas e de atividade doméstica.
Por mais que as mulheres não possam tocas os instrumentos, eles são enxergados como metáforas para o corpo das mulheres. A aparência das flautas sagradas são bem próximas de uma vagina, e há períodos em que elas são guardadas, e metaforicamente diz-se que elas estão menstruando. Muitas das canções tocadas nas flautas foram criadas e são cantadas até hoje por mulheres, e são feitas sob uma perspectiva feminina. Essas canções abordam temas como a menstruação, as rivalidades femininas, as relações das mulheres com seus amantes e alguns tabus alimentares.
Na festa das mulheres, tradicionalmente chamada Yamugikumalu, as mulheres utilizam vestimentas que geralmente são utilizadas apenas por homens e cantam canções sobre a sexualidade masculina, sobre a cerimônia em si e, por vezes, reproduzem as performances tipicamente masculinas. É comum, nessas festas, que seja simulada a sexualidade agressiva dos homens contra as mulheres. Na origem mitológica, as inventoras originais da música eram mulheres que adquiriram pênis. Com isso, elas também adquiriram a capacidade de atrair outras mulheres e a habilidade de controlar o sobrenatural. Essas mulheres, chamadas de "mulheres monstruosas", rejeitaram os papéis femininos e passaram a performar os papéis de gênero masculino, tocando as flautas proibidas, seduzindo mulheres, caçando, pescando e comportando-se de forma masculina.

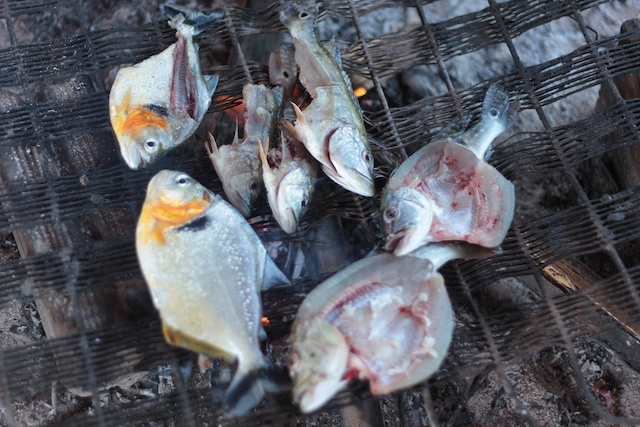
Pescaria numa aldeia calapalo de 2010

Os rituais geralmente representam características perigosas de pessoas do sexo oposto. Nos rituais masculinos, os perigos femininos são os órgãos insaciáveis e a menstruação, processo misterioso. Nos rituais femininos, os perigos masculinos são a grande quantidade de sêmen, que pode causar doenças, e a sexualidade agressiva dos homens, que pode se transformar em estupro.

### Alimentação
Tradicionalmente, cultivam-se diversos alimentos como mandioca brava, milho, batata, cana, abóbora, pequi, mamão e outras frutas. A alimentação tradicional consiste em biju, mingau de farinha, mingau de pequi e mingau de milho. A água do rio é utilizada tanto para higiene quanto para o consumo, e a pescaria também é prática comum.
Os animais comestíveis são classificados. Os animais chamados de nene, geralmente terrestres e com pelos, geralmente são rejeitados para a alimentação dos calapalo. Por outro lado, os animais aquáticos, kana, em especial os peixes, são privilegiados em sua alimentação.